# Міколеська
Міколеська (пол. Mikołeska, нім. Mikoleska) — село в Польщі, у гміні Творуг Тарноґурського повіту Сілезького воєводства.
Населення — 92 особи (2011).
У 1975-1998 роках село належало до Катовицького воєводства.

## Демографія
Демографічна структура станом на 31 березня 2011 року:
|          | Загалом | Допрацездатний вік | Працездатний вік | Постпрацездатний вік |
| -------- | ------- | ------------------ | ---------------- | -------------------- |
| Чоловіки | 44      | 5                  | 32               | 7                    |
| Жінки    | 48      | 5                  | 26               | 17                   |
| Разом    | 92      | 10                 | 58               | 24                   |